# Ursula Happe
Ursula Happe z domu Krey (ur. 20 października 1926 w Gdańsku, zm. 31 marca 2021 w Dortmundzie) – niemiecka pływaczka specjalizująca się w stylu klasycznym i stylu motylkowym, mistrzyni olimpijska (1956) i mistrzyni Europy (1954), reprezentantka RFN.

## Życiorys
W 1952 roku podczas igrzysk olimpijskich w Helsinkach startowała w konkurencji 200 m stylem klasycznym. Odpadła w półfinale, plasując się na 13. miejscu.
Dwa lata później, na mistrzostwach Europy zdobyła złoty medal na dystansie 200 m stylem klasycznym i brąz na 100 m stylem motylkowym.
Podczas kolejnych igrzysk została mistrzynią olimpijską w konkurencji 200 m stylem klasycznym. W finale ustanowiła także nowy rekord olimpijski (2:53,1).
W 1997 roku Happe została wprowadzona do International Swimming Hall of Fame.